# Karnataka
Le Karnataka (en canarais ou kannada : ಕರ್ನಾಟಕ ; ISO 15919 : karnāṭaka) est un État situé dans le sud de l'Inde. Créé le 1er novembre 1956, sous le nom d'État de Mysore, il a pris son nom actuel en 1973. Sa capitale, Bangalore, est le centre de la « nouvelle économie » indienne, fondée sur le développement des nouvelles technologies.
Le Karnataka  est bordé, à l'ouest, par les eaux de la mer d'Arabie, au nord-ouest par Goa, le Maharashtra au nord, l'Andhra Pradesh et le Telangana à l’est, le Tamil Nadu au sud-est et le Kerala au sud-ouest. Il s'étend sur 191 791 km2 et est peuplé de 61 millions d'habitants, ce qui en fait le huitième État par la taille et le neuvième par la population. Le kannada est la langue officielle, très largement parlée par la population.

## Histoire

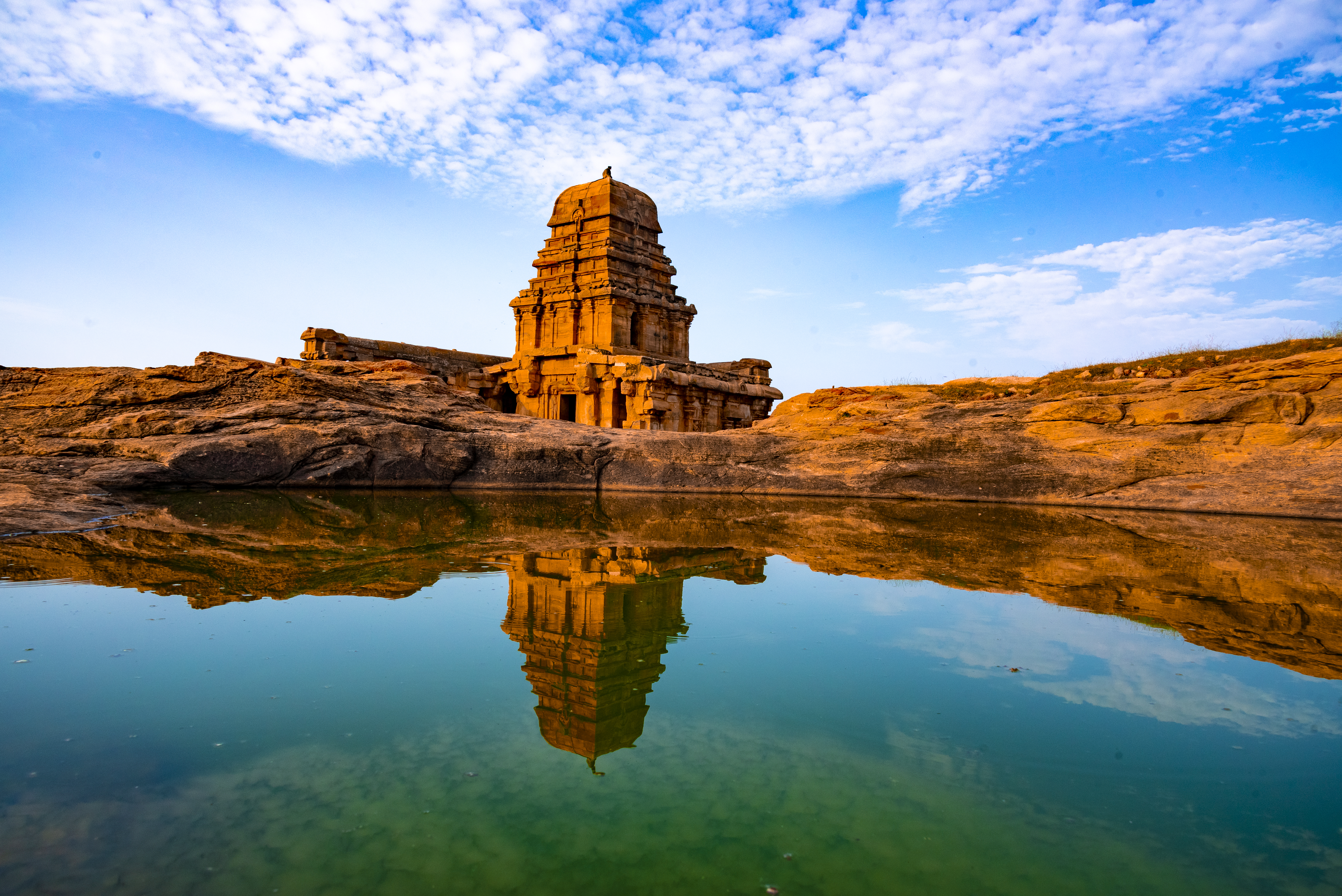
Temple Shivalaya dans le fort Badami au Karnataka.

La présence humaine dans la région est datée du Paléolithique, le Karnataka est aussi le foyer de plusieurs empires de l'Inde ancienne. Ainsi, le royaume de Vijayanâgara a été l'un des derniers à s'opposer, bien avant l'empire marathe, aux grands États indo-islamiques de la plaine gangétique (les sultanats de Delhi), et ceux du Deccan (les sultanats du Deccan).
En décembre 2006, quarante-six personnes accusées d'avoir brûlé vifs sept intouchables au village de Kambalapalli ont été acquittées, provoquant l'indignation d'une partie de la population.
En 2019, plus de 80 % des districts de l’État sont touchés par la sécheresse, appauvrissant les paysans.

## Géographie

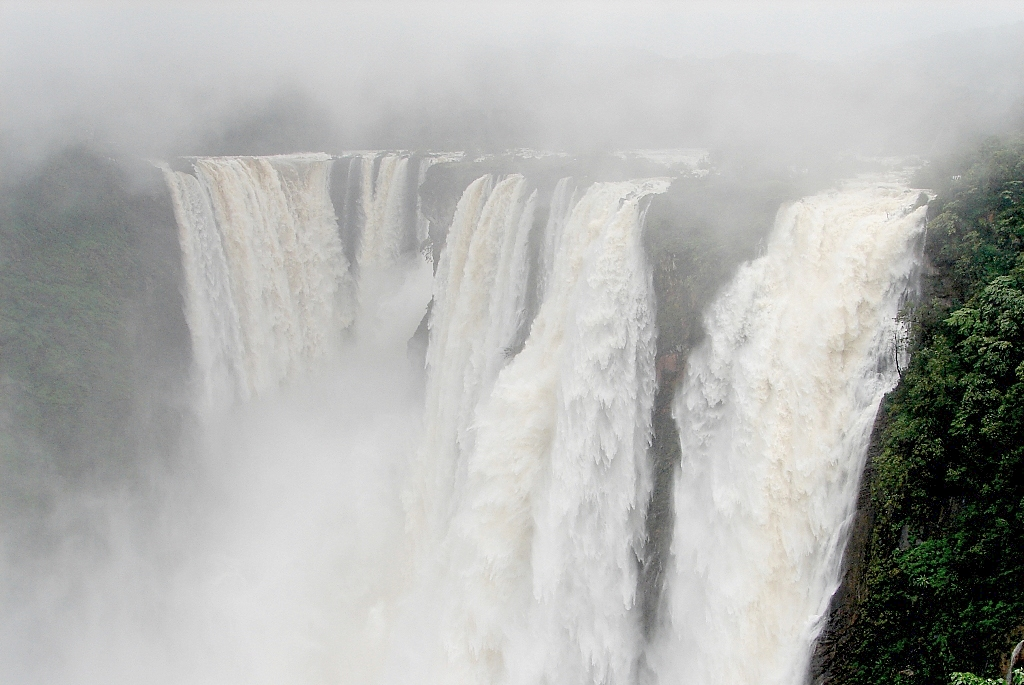
Les chutes de Jog sont les plus hautes chutes d'eau de l'Inde, formées par la rivière Sharavati.

Sur le plan physique, on distingue trois grandes régions, qui sont, d'ouest en est : la côte de Kanara, région côtière, le Malnad, région montagneuse appartenant à la longue chaîne des Ghâts occidentaux, et le Maidan, à l'est des montagnes, sur le plateau du Deccan.
La côte de Kanara est fortement arrosée. On y trouve de nombreux cocotiers et des rizières.
Le Malnad dans les Ghâts occidentaux est assez montagneuse. L'altitude maximale y est de 1 925 m. La forêt y occupe une place importante.
Le Bayaluseeme, ou Maidan, dans l'est, est une composée de plateaux. Isolée de la mer par les montagnes, elle est bien plus sèche que les deux régions précédentes. On y distingue deux aires différentes, le Maidan septentrional, le plus aride, et le Maidan méridional, où se trouve Bangalore.
La façade maritime du Karnataka est humide et irriguée par une multitude de cours d'eau et de fleuves, tels que la Sharavati, la Kali, la Netravathi et l'Aghanashini, alimentés par des conditions pluviométriques importantes et le climat tropical de mousson. Tandis que l'arrière-pays canarais, constituant la majorité du territoire, est sur les bassins versants des grands fleuves du Deccan que sont la Godavari, le Krishna et la Kaveri, dont les deux derniers traversent respectivement le nord et l'extrême-sud de l'état. Cependant, le climat semi-aride voire aride y est prédominant, le sud de l'arrière-pays et les piémonts des Ghâts occidentaux connaissant un climat tropical sec et humide. 

## Politique

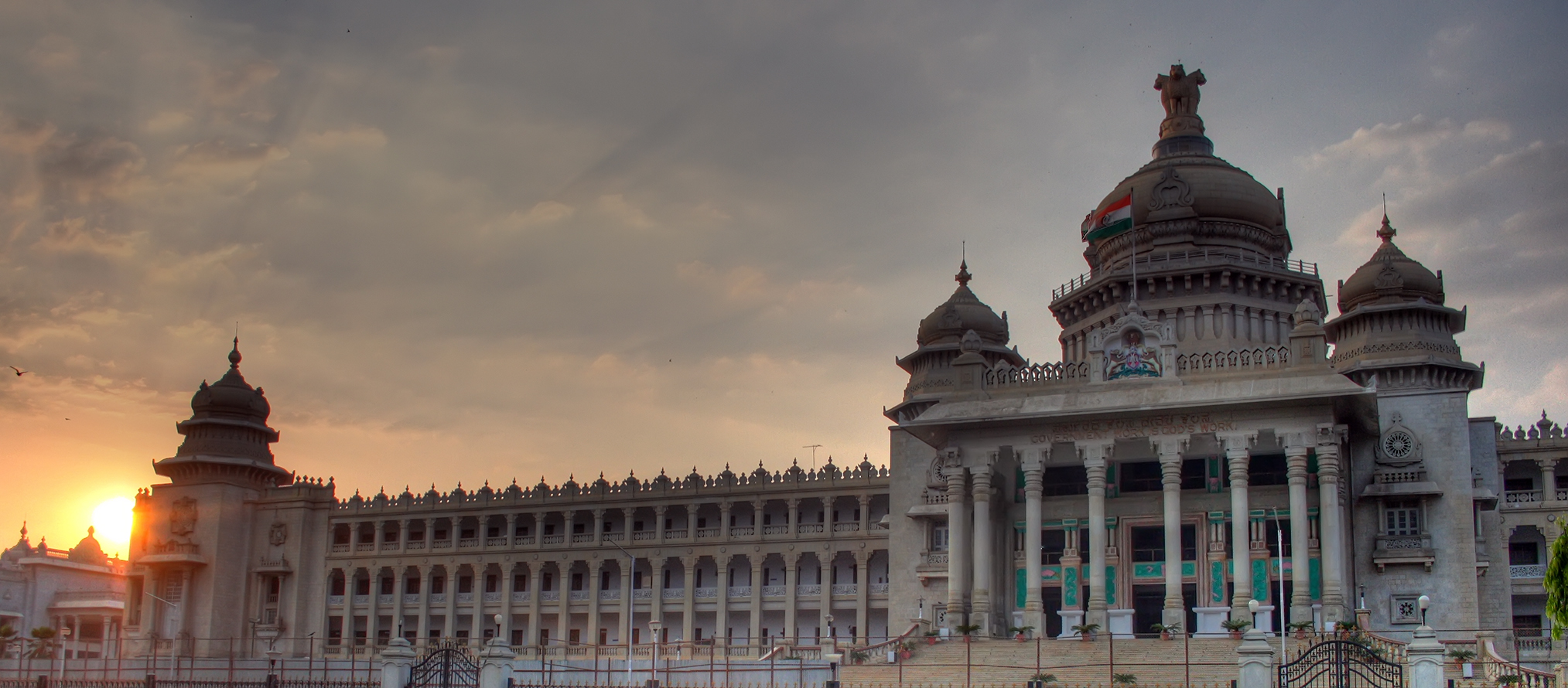
Façade du Vidhana Soudha, siège législatif de l'État.

Au pouvoir de 2018 à 2023, le Bharatiya Janata Party (nationaliste hindou) mène une politique axée sur la lutte contre les musulmans (13 % de la population), en supprimant le quota de 4 % qui leur était réservé dans les emplois publics et les établissements scolaires, en interdisant le port du voile à l’école, en interdisant l’abattage des vaches, en se livrant à une forte polarisation religieuse. Les chrétiens ont aussi été accusés de convertir les hindous. Le parti du Congrès reprend le pouvoir à l'issue des élections de 2023.

## Démographie
La population du Karnataka est de 61 millions d'habitants en 2011.
La densité de population (319 hab. /km2) est comparable à la moyenne nationale (368 hab. /km2).
Le Karnataka est un état assez diversifié d'un point de vue culturel. La langue canaraise est parlée par une majorité de la population, mais elle ne constitue pas la seule langue parlée dans l'état. En effet de nombreuses autres langues sont recensées, tels que les langues toulou et kodava dans le sud-ouest, le konkani tout le long du littoral, le marathe dans le nord, le télougou à l'est et au sud-est et le tamoul dans le sud. Les communautés musulmanes hors du littoral sont également ourdouphones (variante deccani notamment), tandis que les populations banjaras sont lambadiphones (langue apparentée au rajasthani).
Les nationalistes hindous du Bharatiya Janata Party adoptent en 2021 une législation visant à restreindre les conversions au christianisme. La minorité chrétienne, en constante diminution, représente moins de 3 % de la population de l’État. Entre janvier et novembre 2021, 39 attaques visant des chrétiens ont été recensées dans l’État. Ces violences sont le fait de membres d’organisations extrémistes hindoues, telles que le Rashtriya Swayamsevak Sangh (RSS).

### Principales villes du Karnataka
| Ville          | Population (2011) |
| -------------- | ----------------- |
| Bangalore      | 8 520 435         |
| Mysore         | 990 900           |
| Mangalore      | 623 841           |
| Belgaum        | 610 350           |
| Gulbarga       | 543 147           |
| Bidar          | 216 020           |
| Hassan         | 173 008           |
| Udupi          | 165 401           |
| Robertson Pet  | 162 230           |
| Chitradurga    | 145 853           |
| Gangawati (en) | 114 642           |

## Économie
Au recensement de 2001, l'agriculture occupait 56 % de la population active. De nombreuses autres activités se sont développées, notamment à Bangalore, capitale de l'État, qui est devenue au cours de ces dernières années la capitale indienne de la haute technologie, accueillant des multinationales attirées par le faible coût et la qualification de la main-d'œuvre.
L'Association des paysans du Karnataka (KRRS) est connue internationalement comme une organisation altermondialiste. Les paysans indiens s'y sont organisés depuis 1992 pour lutter contre les multinationales, qu'ils accusent d'avoir organisé l'effondrement des prix de la production, de s'approprier la majorité des terres et d'utiliser des techniques et technologies destructrices pour l'environnement.

## Tourisme

### Architecture

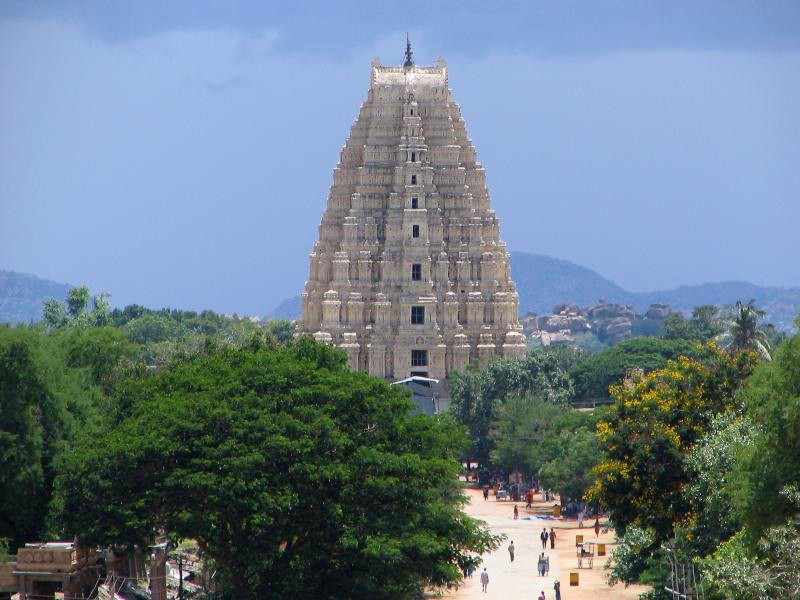
Hampi, capitale de l’Empire Vijayanagar.

L'art du Karnataka s'exprime particulièrement dans l'architecture et sculpture : qu'il s'agisse des piliers musicaux de Hampi, qui sont inscrits au Patrimoine mondial par l'UNESCO, de la statue monolithique (ekashila) de Gommateshvara Bahubali choisie par suffrage public come l'une des sept merveilles de l'Inde du Fort de Chitradurga (Fort des Sept circuits) se découpant au milieu des collines, ou de la profusion de bas-reliefs ornant les sanctuaires (garbhagrihas) de ses temples, tous bâtis en pierre locale, les édifices du pays reflètent une multitude de savoir-faire (shaili) et de croyances.

### Attractions touristiques
- Ruines Vijayanagar à Hampi[10] et à Hospet
- les temples de style vesara à Pattadakal
- temples troglodytes de Badami réputés pour leur appareil en grès, palais des princes Chalukyas de l'endroit[12]
- Aihole est réputée pour ses nombreux temples[13] et graffitis en kannada ancien du roi Chalukya Pulakesin II[14]
- Basavakalyan et ses temples de style tchalukya, carrefour d'échanges et de croyances du XIIe siècle où prêcha le réformateur Basava[15]
- Itagi abrite un temple dédié à Çiva par Vikramâditya.
- Belur : temple de Chennakeshava (en) (temple de l'étoile).
- Bîjâpur : Gol Gumbaz (mausolée de Muhammad Âdil Shâh)
- Halebid : temple de Hoysaleśvara (inachevé)
- Shravanabelagola : célèbre pour la statue de Gomateshvara, haute de 17 mètres ; elle est considérée comme la plus grande statue monolithique du monde. Ce temple, à 51 km de Hassan, peut être atteint par la route. Important centre de pèlerinage du Jaïnisme.
- Mysore.
- Sri Channakeshara (Temple)

## Culture
- Le Togalu Gombeyaata est un théâtre d'ombres spécifique au Karnataka.
- Le kesari bhath, dessert très populaire en Inde à base de semoule et de safran, est originaire du Karnataka.
- Gangubai Hangal, chanteuse célèbre